# ワイドナー記念図書館

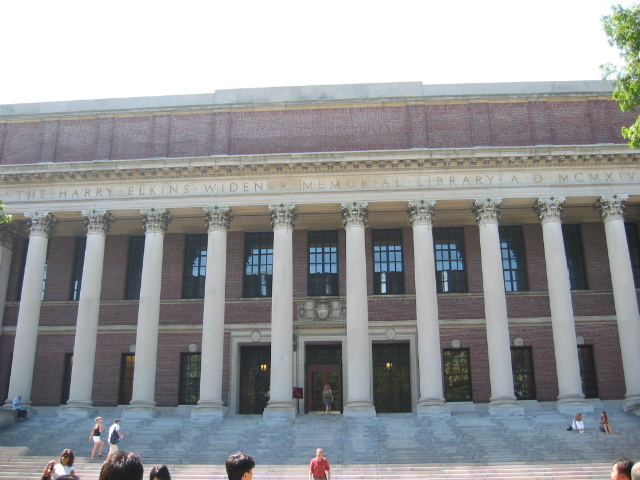
ワイドナー記念図書館の外見

ワイドナー記念図書館（正式名称はHarry Elkins Widener Memorial Library、通称ワイドナー図書館）とは、米国マサチューセッツ州のハーバード大学の主要図書館。300万冊あまりの書籍が所蔵されており、棚の総延長は92キロメートルに達する。
1912年にタイタニック号の沈没で夫のジョージ・ダントン・ワイドナーと息子でハーバード大卒業生だったハリー・エルキンズ・ワイドナーを喪ったエレノア・エルキンス・ワイドナーが、蒐書家だったハリーが自らのコレクションを母校に役立てて欲しいという遺言から大学側にハリーの蔵書と図書館の建設費を寄贈。ワイドナー家と交流のあったホレス・トランバウワーの設計によって、1915年6月24日の卒業式で正式に開館された。

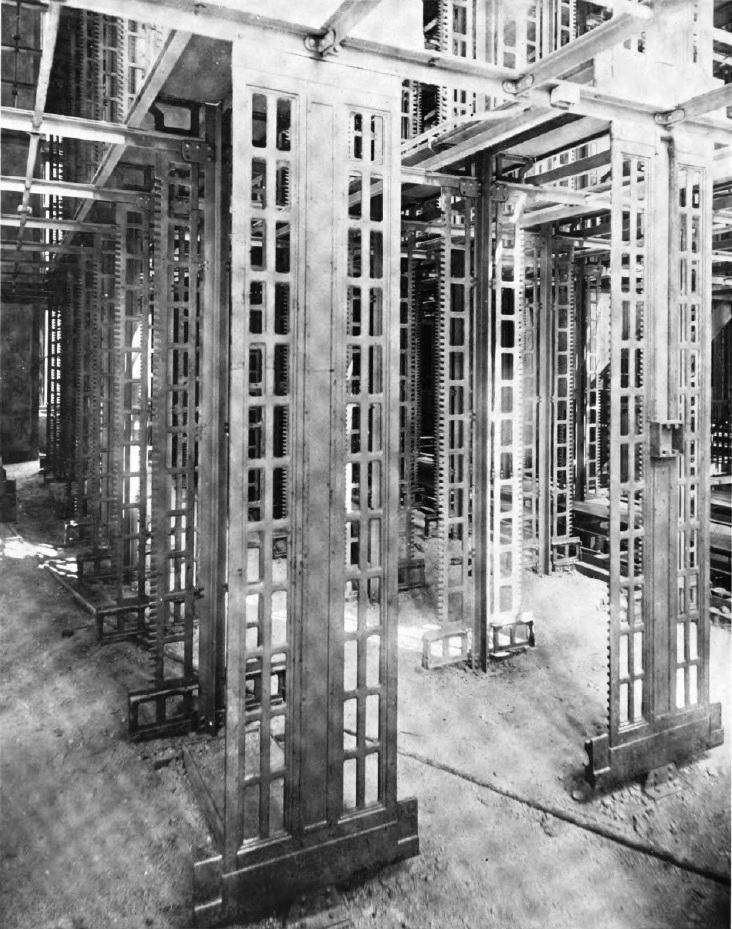
ワイドナー記念図書館の書庫には当時としては画期的な積層書架が設置された

規模としてはニューヨーク公共図書館・アメリカ議会図書館に匹敵し、フランス国立図書館や大英図書館を含めた世界五大文庫に数えられる。しかし他の大規模図書館や学術図書館としては珍しく開架式を採用し、蔵書の閲覧にカウンターを通す必要がない。このため多くの来館者と蔵書を捌く書庫がアンガス・スニード・マクドナルドによって製作され、規格化された金属製の部品によって多層に積み上げられ建物と一体化された書架はその後の図書館の設備や調度品に影響を与えた。